# Savoir expérientiel
 (mars 2023).
La mise en forme du texte ne suit pas les recommandations de Wikipédia : il faut le « wikifier ».
Les points d'amélioration suivants sont les cas les plus fréquents :
- Les titres sont pré-formatés par le logiciel. Ils ne sont ni en capitales, ni en gras.
- Le texte ne doit pas être écrit en capitales (les noms de famille non plus), ni en gras, ni en italique, ni en « petit »…
- Le gras n'est utilisé que pour surligner le titre de l'article dans l'introduction, une seule fois.
- L'italique est rarement utilisé : mots en langue étrangère, titres d'œuvres, noms de bateaux, etc.
- Les citations ne sont pas en italique mais en corps de texte normal. Elles sont entourées par des guillemets français : « et ».
- Les listes à puces sont à éviter, des paragraphes rédigés étant largement préférés. Les tableaux sont à réserver à la présentation de données structurées (résultats, etc.).
- Les appels de note de bas de page (petits chiffres en exposant, introduits par l'outil «  Source ») sont à placer entre la fin de phrase et le point final[comme ça].
- Les liens internes (vers d'autres articles de Wikipédia) sont à choisir avec parcimonie. Créez des liens vers des articles approfondissant le sujet. Les termes génériques sans rapport avec le sujet sont à éviter, ainsi que les répétitions de liens vers un même terme.
- Les liens externes sont à placer uniquement dans une section « Liens externes », à la fin de l'article. Ces liens sont à choisir avec parcimonie suivant les règles définies. Si un lien sert de source à l'article, son insertion dans le texte est à faire par les notes de bas de page.
- La présentation des références doit suivre les conventions bibliographiques. Il est recommandé d'utiliser les modèles {{Ouvrage}}, {{Chapitre}}, {{Article}}, {{Lien web}} et/ou {{Bibliographie}}. Le mode d'édition visuel peut mettre en forme automatiquement les références.
- Insérer une infobox (cadre d'informations à droite) n'est pas obligatoire pour parachever la mise en page.

Pour une aide détaillée, merci de consulter Aide:Wikification.
Si vous pensez que ces points ont été résolus, vous pouvez retirer ce bandeau et améliorer la mise en forme d'un autre article.
 (mars 2023).
Un savoir expérientiel est un savoir acquis par l'expérience personnelle, en dehors du cadre usuel de l'enseignement. 

## Définition
Lochard propose « Connaissances acquises par la pratique, à l’occasion des expériences, hors du système scolaire ou non validés par celui-ci » (2007, p. 81). Autrement dit, la production de savoirs, de savoirs faire et de savoirs être en dehors de la formation, mais dans un contexte professionnel, associatif, personnel. La savoir se construit sur et par l’expérience que provoque l’action.
Lochard précise que les savoirs expérientiels sont « désormais dotés d’une double légitimité, scientifique - ils sont reconnus des instances académiques – et politique –leur reconnaissance à travers la VAE corrige une injustice sociale-, ils appartiennent de plein droit au monde de la formation» (2007, p. 93).

### La validation des savoirs expérientiels
Déterminer la validité des savoirs expérientiels n’a pas été et n’est pas chose aisée, Blumer en 2004 précise d’ailleurs qu’ils « n’existent pas, en eux-mêmes ; comme un ensemble de conditions sociales objectives […] mais sont fondamentalement les produits d’un processus de définition collective » (p. 189). Autrement dit, ce sont les acteurs sociaux qui ont reconnu la pertinence des acquis issus de l’expérience.
La législation française a valorisé les savoirs expérientiels, notamment dans le cadre de la formation. En 1985, création de la validation de l’acquis professionnelle (VAP), elle permit aux personnes d’accéder à des formations universitaires sans avoir les diplômes requis grâce à la valorisation des acquisitions effectuées dans le cadre professionnel ou non. Puis, en 2002 dans le cadre de la loi de modernisation sociale, la validation de l’acquis de l’expérience (VAE) a été créé et a remplacé la VAP. Les acquis professionnels et/ou personnels, donc les savoirs expérientiels peuvent permettre d’obtenir un diplôme et plus seulement à accéder à une formation. Les modalités d’évaluation des savoirs expérientiels sont soit : « entretien devant un jury et/ou réalisation d’un dossier de preuve et/ou la mise en situation de travail reconstituée ou sur poste. » (Décret interministériel no 2002-615 du 24 avril 2002).
Dans le domaine de la santé par exemple, les personnes ayant exercé auprès de personnes âgées, de patients, de personnes en situation de handicap, au sein de lieu de vie ou de lieu de soins, peuvent prétendre à obtenir le diplôme d’aide-soignant. Pour cela, le demandeur doit justifier d’au moins un an d’expérience professionnelle en lien direct avec le diplôme visé. Les modalités de la VAE se composent de deux étapes : la recevabilité et le passage devant le jury. La recevabilité consiste à réaliser « une demande de recevabilité à la validation des acquis de l’expérience ou livret 1 », le dossier sera examiné par un certificateur qui confirme ou non l’adéquation entre l’expérience professionnelle et le diplôme visé. Si l’adéquation est confirmée, le demandeur doit constituer et envoyer « un dossier de validation ou livret 2» présentant les différents détails du parcours professionnel, les actes et activités de soins réalisés. Puis, reçoit un courrier de convocation afin qu’il explicite son expérience professionnelle devant un jury composé : d’un cadre de santé formateur, une aide-soignante et d’un directeur d’établissement de santé. À l’issue de l’entretien, je jury se prononce soit en faveur : d'une non validation, d'une validation partielle ou une validation totale du diplôme d’État d'aide-soignant. En cas validation partielle du diplôme, le candidat est encouragé à s’inscrire en institut de formation en cursus partiel afin d’obtenir son diplôme.